# Пелардон
Пелардо́н, или Пелардо́н-де-Севе́нн (фр. Pélardon, Pélardon des Cévennes) — французский сыр из козьего молока, производимый в горах Севенны региона Лангедок — Руссильон. Пелардон считают древнейшим козьим сыром в Европе.

## История
Сыр Пелардон начали производить очень давно, его употребляли ещё древние римляне. Плиний Старший упоминает Пелардон в трактате «Естественная история». Прежде у сыра было несколько названий — Pélardon, Paraldon, Pélardou и Péraudou, однако к концу XIX века осталось только одно — Pélardon.
25 августа 2000 года сыр получил собственное контролируемое наименование происхождения (AOC).

## Производство
Крестьяне выпасают коз на естественных пастбищах, благодаря чему сыр делают из экологически чистого молока. Полученное молоко створаживают в течение 24 часов, раскладывают по формам и дают стечь сыворотке. После этого сыр солят и помещают в погреб, где он созревает 2-3 недели. Для правильного созревания сыра в погребе поддерживают постоянную температуру и влажность, благодаря чему развиваются микроорганизмы, необходимые для производства сыра. В конце созревший сыр подсушивают.

## Описание
Головка сыра имеет небольшую круглую форму диаметром 6-7 см, высотой 2-3 см и весом всего 50-60 г. Сыр имеет нежную мякоть, покрытую очень тонкой корочкой кремового цвета. У молодого сыра корочка почти отсутствует. У него резкий аромат, который присущ всем молодым козьим сырам. У более зрелых сыров корочка грубее, темнее и покрыта голубоватой плесенью. Пелардон имеет нежный вкус с острым ореховым привкусом и жирность 45 %. Также для сыра характерно длительное солоноватое послевкусие.
Пелардон подают перед десертом, а также используют для приготовления различных блюд. К Пелардону лучше всего подходят вина Costieres du Gard и Clairette du Languedoc.